# Kapucínští terciáři Panny Marie Bolestné
Kapucínští terciáři Panny Marie Bolestné (latinsky Fratres Tertii Ordinis Sancti Francisci Capulatorum a Beata Virgine Perdolente) je mužská katolická řeholní kongregace: členové jsou kongregací klerikální, populárně zvaní Amigoniani. Její zkratkou je T.C.

## Historie
Kongregace byla založena v Magdalském konventu v Massamagrell, španělským kapucínem Luisem Amigem Ferrerem na pomoc vězňům a k převýchově mladistvých: dne 12. dubna 1889 na svátek Panny Marie Bolestné získalo prvních 14 členů řeholní hábit.
Arcibiskup Valencie Antolín Monescillo y Viso schválil její stanovy 8. dubna 1889 a 11. ledna 1895 španělská vláda jim povolila sloužit ve věznicích a výchovných ústavech.
Dne 19. září 1905 získali terciáři papežský souhlas a definitivně byl schválen Svatým stolcem 7. května 1910.
Během Španělské občanské války bylo zabito 29 členů této kongregace.
Kongregace patří do Řádu menších bratří kapucínů a 19. června 1905 se začala řídit stanovami Třetího řeholního řádu svatého Františka z Assisi. Ženskou větví této kongregace jsou Terciární sestry kapucínky Svaté rodiny.

## Aktivita a šíření
Zaměřují se na obnovu a výchovu mládeže: služby většinou provádějí v odborných školách a ve věznicích pro mladistvé.
Nacházejí se v Evropě (Německo, Itálie, Polsko, Španělsko), v Americe (Argentina, Bolívie, Brazílie, Chile, Kolumbie, Kostarika, Dominikánská republika, Ekvádor, Nikaragua, Panama, Portoriko, USA a Venezuela). V Pobřeží slonoviny a na Filipínách; generální sídlo je v Římě.
K 31. prosince 2005, měla 69 domů s 393 řeholníky a z toho 208 kněží.